# متحف إليزابيث جاسكل
منزل إليزابيث جاسكل، المعروف سابقًا باسم 84 بليموث جروف، هو متحف لمنزل الكاتبة المشهورة إليزابيث جاسكل في مدينة مانشستر. كانت الفيلا المبنية على طراز العمارة الكلاسيكية الجديدة والمدرجة ضمن مباني الدرجة الثانية مقر إقامة ويليام وإليزابيث جاسكل من عام 1850 حتى وفاتهما في 1884 و1865م على التوالي. استمرت أسرة جاسكل في الإقامة بالفيلا بعد وفاة إليزابيث وويليام. أدت وفاة ابنة إليزابيث جاسكل مارجريت إميلي جاسكل في عام 1913، إلى إنهاء إقامة عائلة جاسكل هناك.
أُدرج المنزل ضمن قامة المنازل المدرجة ضمن مباني الدرجة الثانية عام 1952، ويرجع ذلك جزئيًا إلى ارتباطه بعائلة جاسكل. منح هذا الإدراج حماية المنزل من الهدم، ومع ذلك انحدر المننزل ببطء إلى حالة من الإهمال.
بدأ صندوق صندوق المباني التاريخية في مانشستر مشروع ترميم المنزل في عام 2009، بهدف رؤيته بالحالة التي غادره آل جاسكل عليها. أنهت المؤسسة المظهر الخارجي للمنزل بحلول عام 2011، والذي تضمن إصلاحات هيكلية وإزالة الطلاء الوردي الذي كان يغطي المنزل لسنوات مختلفة. ومع ذلك، سُرق سقف المنزل المصنوع من الرصاص في مايو 2011، مما تسبب في أضرار جسيمة وفقًا لهيئة الإذاعة البريطانية. كانت التكلفة النهائية لإعادة ترميم المنزل عند الانتهاء 2.5 مليون جنيه إسترليني، وأُعيد افتتاح المبنى للجمهور في 5 أكتوبر 2014.

## التاريخ
صُمم المنزل على طراز عمارة الريجنسي، على الأرجح على يد المهندس المعماري ريتشارد لين حوالي عام 1838، حيث بُني على نحو تخميني كجزء من تطوير أوسع يستهدف الطبقات المتوسطة المزدهرة في المنطقة، ثم ضواحي المدينة. تتكون الفيلا من غرف للرسم والطعام وسبع غرف نوم وبيت المركب. بُني المنزل الفخم استجابة لمواطني مانشستر من الطبقة المتوسطة الناشئة حديثًا. احتوت المدينة التي توسعت بسرعة بسبب الثورة الصناعية على درجات مختلفة من الإسكان، بدءًا من مساكن الأحياء الفقيرة العشوائية إلى العصر الجديد للإسكان الفاخر مثل منزل 84 بليموث جروف..
كان تصميم المنزل مذهلًا، إذ يحتوي المنزل على عشرين غرفة في طابقين فوق قبو مخفي مع شرفة أمامية تحتوي على أربعة أعمدة منحوتة على شكل أوراق اللوتس، تذكرنا ببرج الرياح في أثينا. كما توجد زخارف جصية على الواجهة الأمامية للمنزل. وعلى الرغم من أن واجهة المنزل كانت ذات لون وردي لسنوات اأكسبها لقب البيت الوردي، ، إلا أن ألوانه وُصفت في عهد إليزابيث جاسكل بأنها باللون الحجري.

### إقامة آل جاسكل

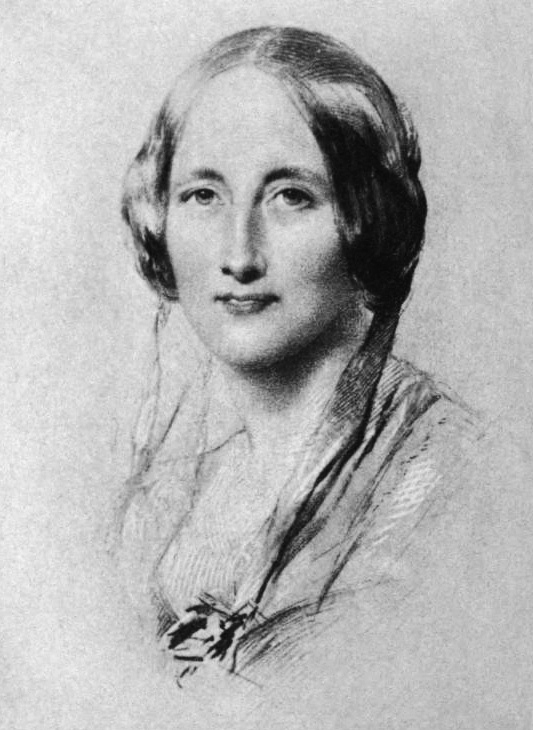
إليزابيث جاسكل، في صورة عام 1851 لجورج ريتشموند.

انتقلت إليزابيث وويليام جاسكل مع أطفالهما ماريان ومارجريت إميلي وفلورنسا وجوليا إلى المنزل الكائن في 42 بليموث جروف في يونيو 1850، بعد نشر رواية إليزابيث الأولى ماري بارتون. ومع ذلك، فقد عاشت العائلة في مانشستر لبعض الوقت سابقًا كما تطلبت وظيفة ويليام جاسكل كمساعد للوزير في كروس ستريت يونيتاريان، وانتقلت العائلة من نوتسفورد في تشيشير المجاورة. أقامت الأسرة في موقعين مختلفين في مانشستر، وكلاهما هُدما الآن.
اهتم آل جاسكل بالإقامة في المنزل الفسيح في بليموث جروف، على الرغم من وصفهم للمنزل بالمنزل الجميل، إلا أنهم كانوا قلقين بشأن الإقامة في منزل باهظ الثمن، إذ كان الإيجار 150 جنيهًا إسترلينيًا سنويًا، بينما يعيش الآخرون في حالة فقر. ولم تكن عائلة جاسكلس مقتصدة على الرغم من مخاوف إليزابيث، حيث كان المنزل المكون من عشرين غرفة يكلف نصف راتب ويليام كإيجار. وبررت إليزابيث التي كانت تشعر بالذنب بقولها: إن ويليام هو من يقرر كل هذه الأشياء. احتاج الزوجان حتى ولادة أطفالهم إلى خادم واحد فقط، بيتسي، إلا أنهم استأجروا المزيد من العاملين المنزليين، بما في ذلك طباخ، والعديد من الخادمات، وشخص للقيام بالأعمال خارج المنزل، بالإضافة إلى غسالة وخياطة. قامت إليزابيث بتدريب موظفيها والاعتناء برفاهيتهم أثناء عملهم في المنزل.

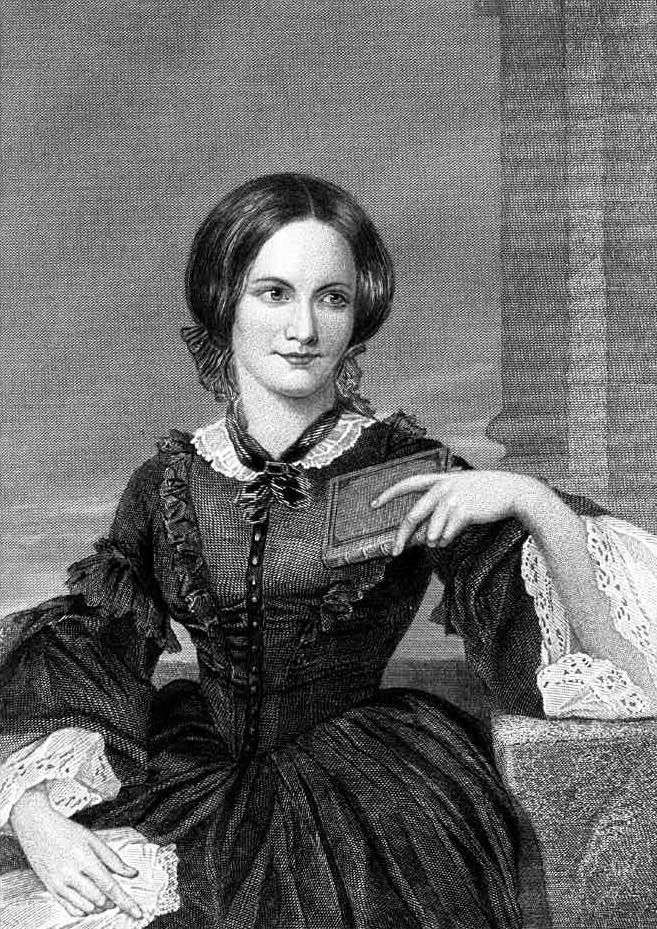
شارلوت برونتي، أحد الضيوف العديدين الذين أقاموا في 84 بليموث جروف في مناسبات مختلفة.

وصفت شارلوت برونتي التي زارت المنزل ثلاث مرات بين 1851 و1854م بأنه منزل كبير ومبهج ومتجدد الهواء، بعيدًا عن دخان مانشستر. نشأ دخان مانشستر كما وصفته برونتي من مئات مصانع النسيج ومصانع القطن الواقعة داخل المدينة، ولا سيما منطقة أنكواتس . كما كان هناك أكثر من 100 مطحنة في مانشستر في خمسينيات القرن التاسع عشر. اختبأت برونتي الوديعة في إحدى المناسبات خلف الستائر في غرفة الرسم بمنزل جاسكل لأنها كانت خجولة جدًا من مقابلة النزلاء الآخرين.
صرحت باربرا بريل كاتبة سيرة ويليام جاسكل أن بليموث جروف يمكن تشبيهها بخلية نحل نشطة، نظرًا لاستقبال عائلة جاسكل العديد من الضيوف أثناء إقامتهم في المنزل. كان تشارلز ديكنز من بين زوار المنزل خلال حياة إليزابيث جاسكل إلى جانب برونتي. قام قام تشارلز في إحدى المناسبات في عام 1852م بزيارة مرتجلة للمنزل مع زوجته في العاشرة صباحًا، الأمر الذي أثار استياء إليزابيث عتبرت الزيارة في وقت مبكر جدًا. كما قام جون روسكين وهارييت بيتشر ستو والكاتب الأمريكي تشارلز إليوت نورتون والقائد تشارلز هالي بزيارة إليزابيث جاسكل في بليموث جروف. زار هالي المنزل كثيرًا، حيث قام بتعليم ميتا جاسكل كيفية العزف على البيانو.
عاشت إلأيزابيث جاسكل في بليموث جروف مع عائلتها حتى وفاتها بعد 15 عامًا في عام 1865، وكتبت جميع كتبها اللاحقة هناك بما في ذلك بعض أشهر أعمالها مثل كرانفورد وشمال وجنوب. ماتت جاسكل في ألتون بهامبشاير في منزل كانت قد اشترته سرًا للتو دون إخبار ويليام. خططت إليزابيث لإغراء ويليام لمغادرة مانشستر والتقاعد هناك، لكنها مرضت فجأة في أحضان ميتا، وتوفيت في 12 نوفمبر 1865. عاش زوجها ويليام جاسكل الذي عمل كقس موحد ومعلم تعليمي بعد وفاة إليزابيث لما يقرب من عقدين، وتوفي عام 1884م بسبب التهاب الشعب الهوائية. وبعد وفاته، عاشت ابنتاه غير المتزوجات ميتا وجوليا في المنزل بعد أن تزوجت ابنتاه الأخريتان ماريان وفلورنسا ، على الرغم من وفاة فلورنسا قبل وفاة ويليام بثلاث سنوات. واصلت الشقيقتان العيش في بليموث جروف وكانا مشتركين في العديد من الأعمال الخيرية طوال حياتهما. توفيت جوليا على الرغم من كونها الأصغرقبل ميتا في أكتوبر 1908، تاركةً ميتا جاسكل بمفردها في 84 بليموث جروف.

### وفاة ميتا جاسكل

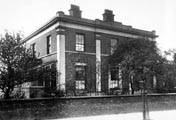
تم تصوير المنزل في عام 1913، وهو العام الذي انتهى فيه لإقامة آل جاسكل.

ماتت ميتا جاسكل آخر أفراد عائلة جاسكل المقيمين في بليموث جروف في عام 1913، واضعة النهاية لإقامة العائلة بالمنزل لمدة 63 عامًا. ومع ذلك، لم تكن ميتا آخر ابنة لآل جاسكل على قيد الحياة، إذ كانت ماريان جاسكل الابنة الكبرى المتزوجة صاحبة الثلاث أطفال على قيد الحياة حتى عام 1920. اقترح الكثيرون أن يصبح المنزل متحفًا عامًا مخصصًا لجاسكل وأعمالها الأدبية، مع دعم صحيفة الغارديان للفكرة.
ذكرت صحيفة نيويورك تايمز أن تحويل المنزل إلى متحف يمكن أن يتحقق بتكلفة صغيرة، حيث يمكن بيع بعض الأراضي التابعة للمنزل لتطوير بقيته. رفضت السلطة المحلية الفكرة على الرغم من ذلك، حيث نقلت صحيفة الغارديان عنهم قولهم: "كان المنزل ينتمي إلى واحدة من أبشع فترات الهندسة المعمارية ولم يكن له أي قيمة تتجاوز ارتباطه بعائلة جاسكل". سرعان ما أُخمدت الآمال في تحويل 84 بليموث جروف إلى متحف، وتُرك المنزل بساطة هناك. اشترت جامعة مانشستر المبنى في عام 1969، وقامت بتحويله لاستخدامه في أنشطة المجتمع الدولي. تخلت الجامعة عن المبنى في عام 2000.
اُدرج المنزل ضمن قائمة منازل الدرجة الثانية على قائمة هيئة التراث الوطني لإنجلترا في فبراير 1952.

## ترميم المنزل

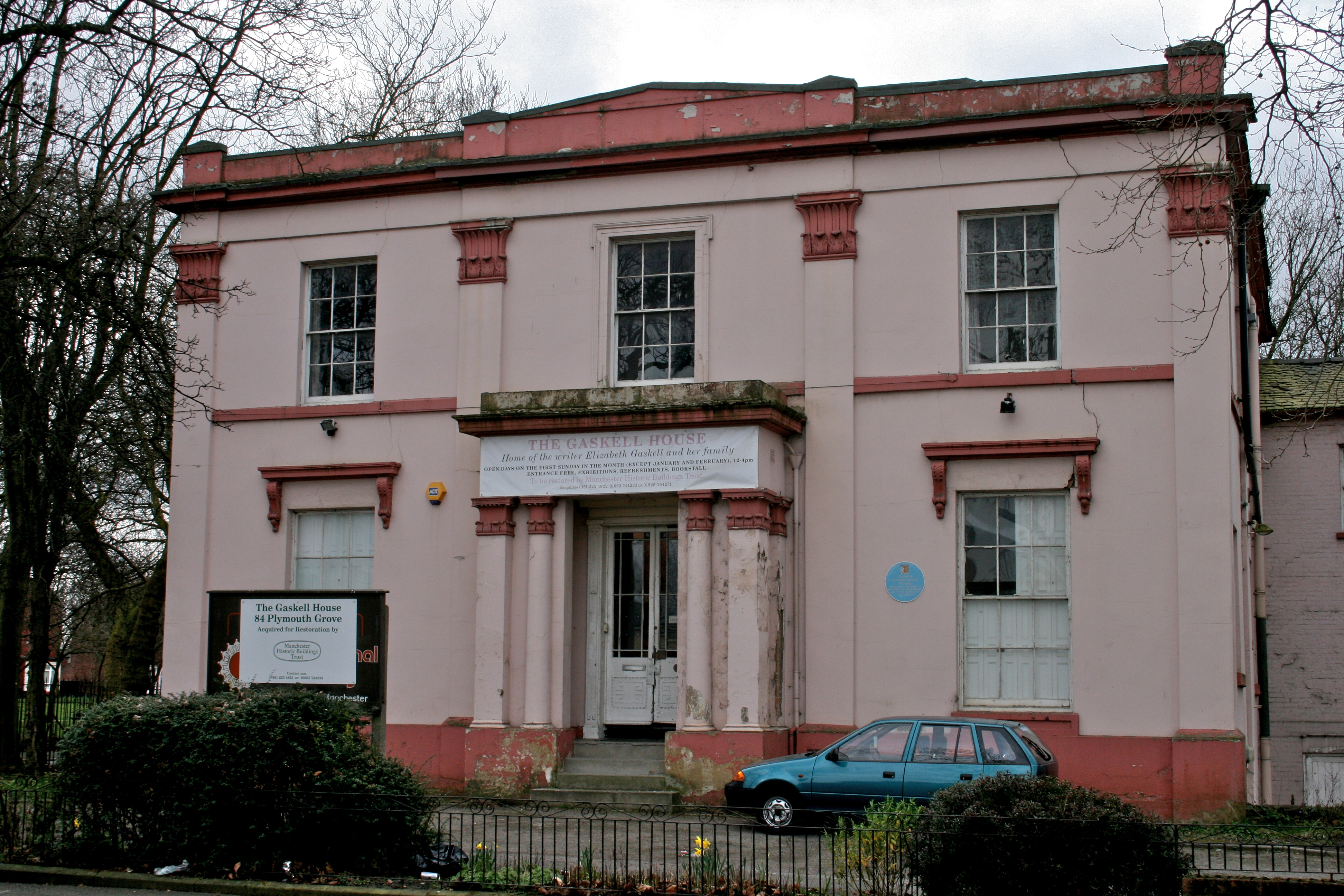
صورة ل 84 بليموث جروف في عام 2009 مباشرة قبل بدء أعمال الترميم.

اشترى صندوق المباني التاريخية في مانشستر المبنى في عام 2004 بهدف ترميمه وفتحه للجمهور. توجد لوحة تذكارية زرقاء على واجهة المنزل مكتوب عليها: "إليزابيث كليجورن جاسكل (1810-1865) عاشت هنا الروائية ومؤلفة ماري بارتون وكرانفورد والعديد من الأعمال الأخرى (1850-1865)". كان المنزل غي عام 2006 في حالة سيئة للغاية من الإهمال مع وجود مشاكل هيكلية شديدة، وأٌدرج في سجل المباني التراثية الإنجليزية المعرضة للخطر. أشار مقال في صحيفة الإندبندنت إلى حالة الإهمال: "الشقوق الهيكلية تمر عبر الجدران، ويجب تدعيم الأساسات، واستبدال السقف بالكامل والقضاء على العفن الجاف، كما يجب ترميم المبنى بالكامل وتحديثه".
بدأت أعمال الترميم في سبتمبر 2009. يقع المنزل على بعد خمس دقائق سيرًا على الأقدام من حمامات فيكتوريا، وهو معلم آخر من العصر الفيكتوري يتطلب ترميمًا كبيرًا. حصلت الفيلا على 750 ألف جنيه استرليني للترميم من الخارج ووُضع سقف جديد في المنزل في عام 2010. استُخدم الرصاص لترميم السقف بإصرار من هيئة التراث الإنجليزي. ومع ذلك، سرق لصوص المعادن في مايو 2011 معظم الرصاص من السقف الجديد، مما تسبب في أضرار بقيمة 250 ألف جنيه إسترليني في عملية الترميم، وسمح بدخول مياه الأمطار إلى المنزل. أُزيل الرصاص المتبقي من السقف لمنع أي سرقات أخرى وأُنشيء سقف جديد في مكانه.
انتهى العمل في المرحلة الأولى من الترميم، والتي تم فيها إصلاح السقف والمصارف والأضرار الهيكلية في فبراير 2013، مع اكتمال معظم الأعمال الخارجية. وأُزيل خلال هذا الوقت الطلاء الوردي الذي يغطي المنزل واستبداله باللون الأبيض الفاتح.

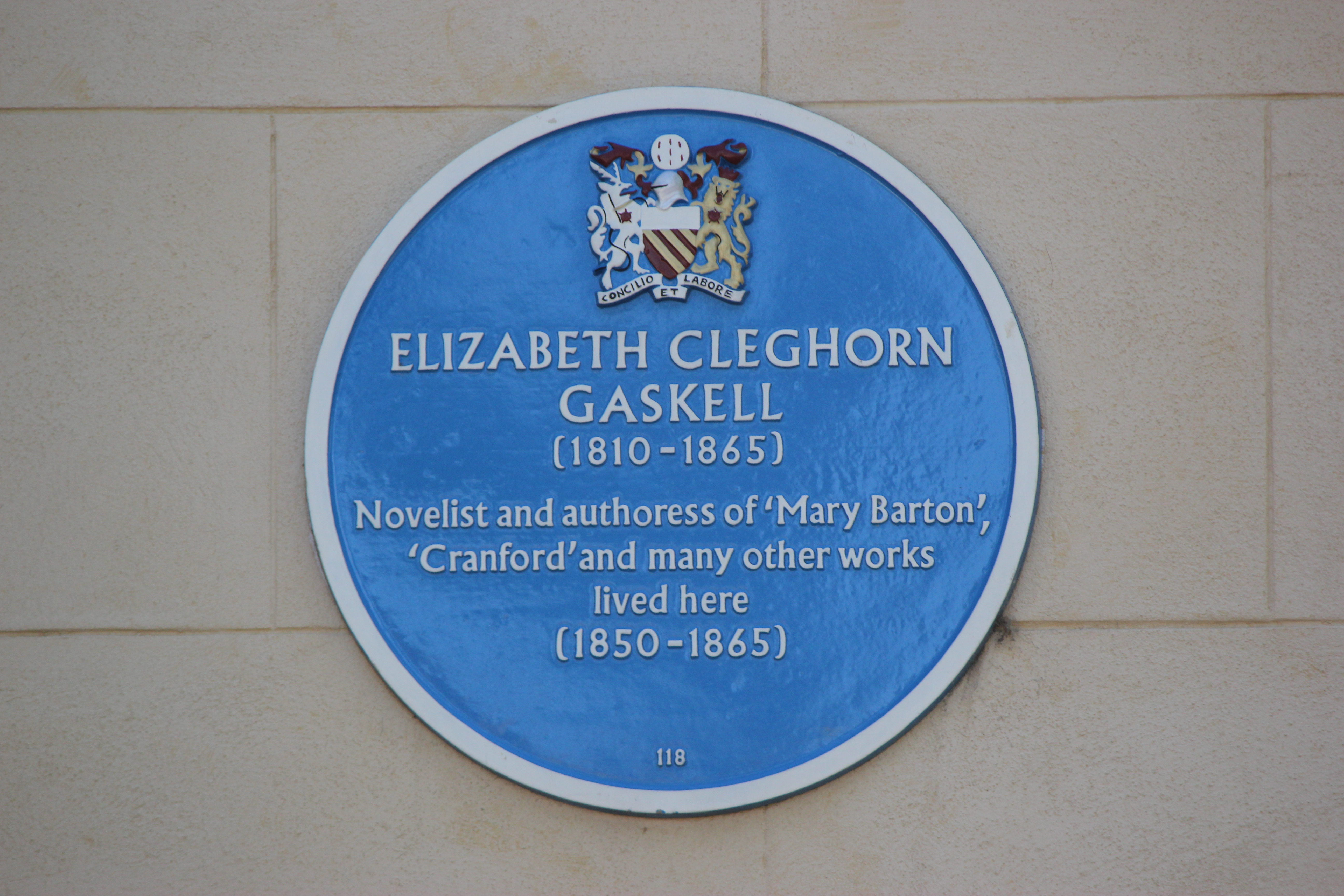
تزين لوحة زرقاء تخليدًا لذكرى إليزابيث جاسكل واجهة المنزل.

تم الإعلان في يونيو 2012 عن الحصول على منحة قدرها 1.85 مليون جنيه إسترليني من صندوق يانصيب التراث، مما سمح بترميم المنزل من الداخل. دُفع التمويل لترميم غرف النوم وغرف الاستقبال وإنشاء منطقة لتوجيه الزوار. استُخدمت المنحة أيضًا للمساعدة في ترميم حديقة المنزل، حيث كانت عائلة جاسكلس ترعى الخنازير والدواجن والأبقار.
تم تجديد الطابق الأرضي من المنزل بالكامل على طراز منزل أصيل من العصر الفيكتوري. أجرى القائمون على تجديد المنزل بحثًا عما كان سيبدو عليه 84 بليموث جروف خلال إقامة جاسكل واستعاروا عددًا من قطع الأثاث من المعارض الفنية في مانشستر ومكتبة جون رايلندز من أجل إعادة إنشاء غرفة دراسة عائلة جاسكل وغرف أخرى. كما استُشير خبراء التراث من معرض ويتوورث للفنون للمساعدة في العثور على ورق الحائط المناسب وألوان الطلاء التي كان من الممكن استخدامها في المنزل في ذلك الوقت. قامت شركة أرميتاج للإنشاءات التراثية المتخصصة والتي تأسست عام 1874 بترميم أعمال الجبس الزخرفية والنجارة في المنزل باستخدام تقنيات الزخارف الجصية والنجارة التقليدية لتلك الفترة. سعى مُجددو المنزل في فبراير 2014 للتبرع ببيانو برودوود ديمي الكبير في منتصف القرن التاسع عشر - النموذج الذي استخدمه تشارلز هالي لتعليم بنات إليزابيث جاسكل في المنزل - لغرفة الرسم في 84 بليموث جروف.
يحتوي الطابق العلوي من المنزل على عدد من الغرف والمساحات المخصصة للأعمال التعليمية والأدبية والفعاليات المجتمعية. أُعيد افتتاح منزل جاسكل للجمهور في 5 أكتوبر 2014. يأمل القائمون على 84 بليموث جروف أن تستفيد السياحة الأدبية من المنزل، وأن تجعله وجهة مماثلة لمكان ميلاد شكسبير في ستراتفورد أبون آفون أو متحف برونت بارسوناج في هاوورث.

## معرض صور

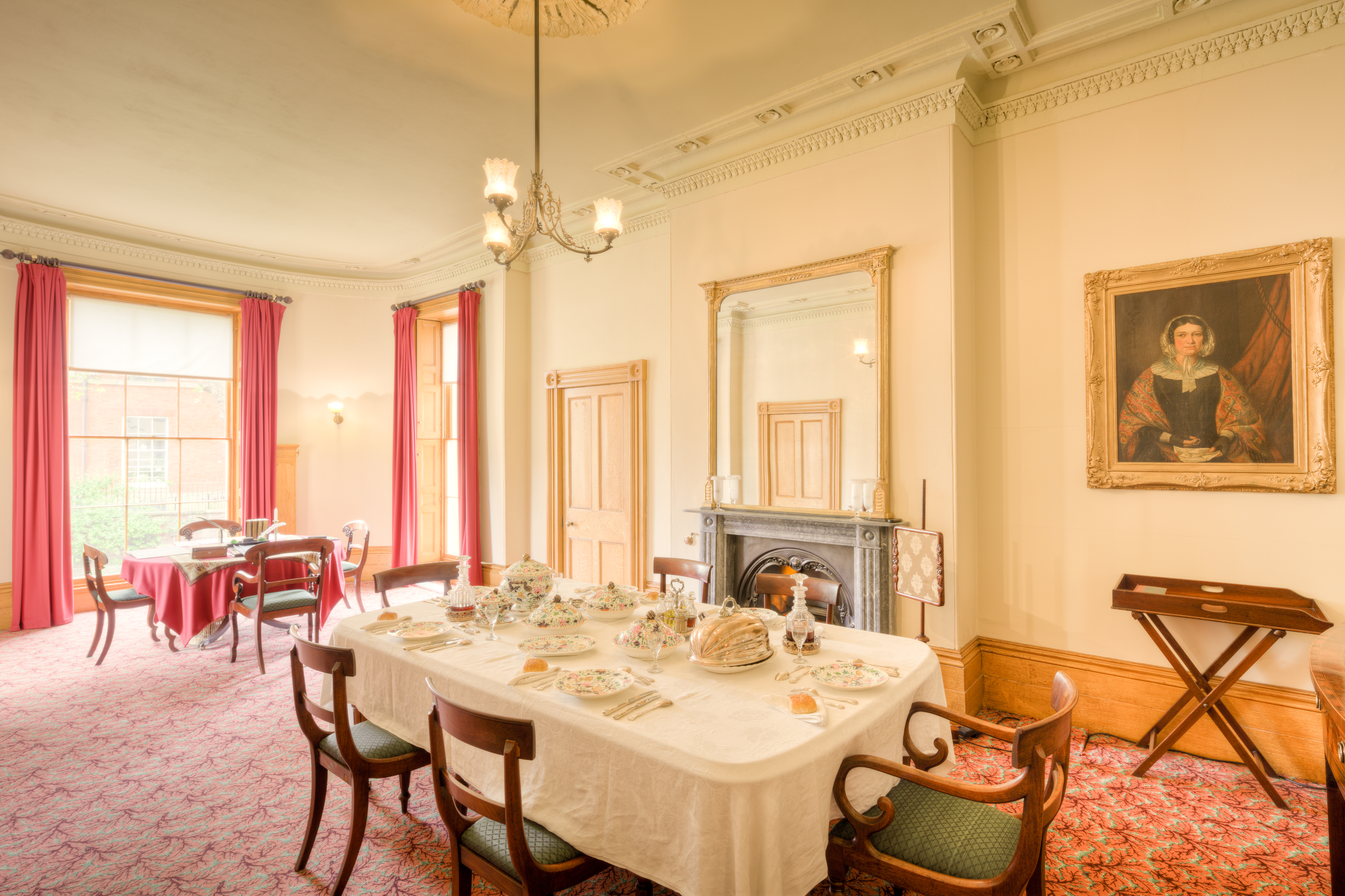
غرفة الطعام
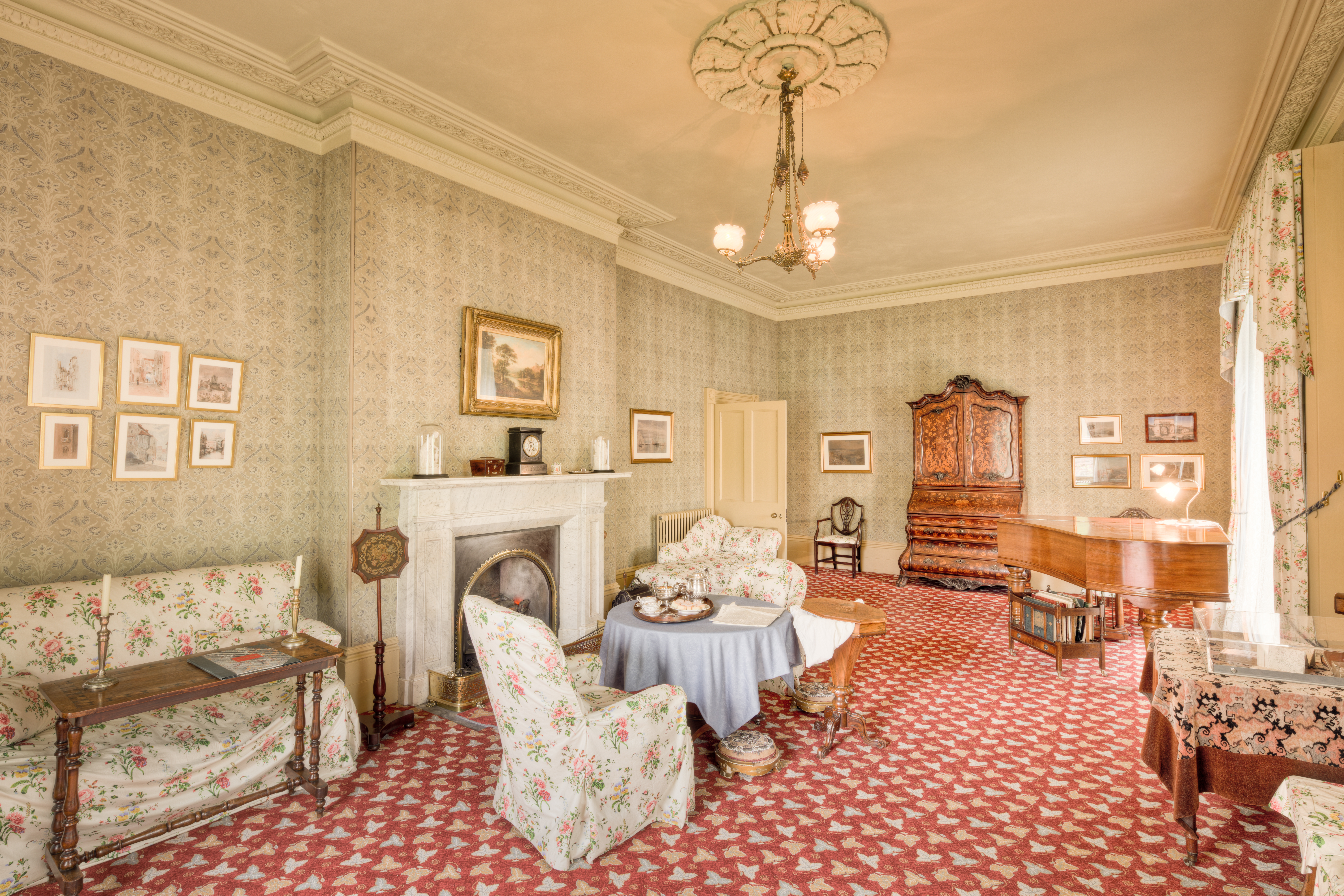
غرفة الرسم
غرفة الدراسة

### الحواشي
1. ↑  Qureshi، Yakub (3 فبراير 2014). "Elizabeth Gaskell house to reopen in October after £2.5m revamp". Manchester Evening News. Manchester. مؤرشف من الأصل في 2023-01-18. اطلع عليه بتاريخ 2014-08-29.
2. ↑  "Elizabeth Gaskell's House". Time Out. 3 فبراير 2014. مؤرشف من الأصل في 2023-01-18. اطلع عليه بتاريخ 2014-08-29.
3. ↑  "Longsight's literary star". Manchester Evening News. Manchester. 10 أبريل 2010. مؤرشف من الأصل في 2023-01-18. اطلع عليه بتاريخ 2017-10-02.
4. ↑  "Elizabeth Gaskell's house opens for history festival". بي بي سي. 26 فبراير 2012. مؤرشف من الأصل في 2023-01-18. اطلع عليه بتاريخ 2017-10-02.
5. 1 2  Images of England: 84 Plymouth Grove, Chorlton-On-Medlock
6. ↑  "Elizabeth Gaskell's house damaged after lead theft". BBC News. 11 مايو 2011. مؤرشف من الأصل في 2011-05-14. اطلع عليه بتاريخ 2011-05-16.
7. ↑  "Elizabeth Gaskell House Reopens". The Guardian. Guardian news and media. 4 أكتوبر 2014. مؤرشف من الأصل في 2023-06-24. اطلع عليه بتاريخ 2014-10-04.
8. ↑  "Elizabeth Gaskell's House". Visit Manchester. مؤرشف من الأصل في 2023-03-25. اطلع عليه بتاريخ 2021-12-21.
9. ↑  Sykes، Alan (13 فبراير 2013). "Elizabeth Gaskell's Manchester home to get £2.5m restoration". الغارديان. London. مؤرشف من الأصل في 2023-01-18. اطلع عليه بتاريخ 2014-08-29.
10. 1 2 3  "An ending Dickens would have liked". The Independent. London. 26 مارس 2006. مؤرشف من الأصل في 2010-05-14.
11. ↑  Tapp، Blaise (1 يونيو 2004). "Life of fame for Gaskell house". Manchester Evening News. M.E.N. Media. مؤرشف من الأصل في 2023-01-18. اطلع عليه بتاريخ 2010-06-19.
12. 1 2 3 4 5  "An ending Dickens would have liked". The Independent. London. 26 مارس 2006. مؤرشف من الأصل في 2010-05-14."An ending Dickens would have liked".
13. 1 2 3  Sykes، Alan (13 فبراير 2013). "Elizabeth Gaskell's Manchester home to get £2.5m restoration". الغارديان. London. مؤرشف من الأصل في 2023-01-18. اطلع عليه بتاريخ 2014-08-29.Sykes, Alan (13 February 2013).
14. ↑  Qureshi، Yakub (7 يناير 2010). "Pink house to fade to grey". North East Manchester Advertiser. M.E.N. Media. مؤرشف من الأصل في 2023-01-18. اطلع عليه بتاريخ 2010-02-05.
15. ↑  "The House". The Gaskells' House. مؤرشف من الأصل في 2010-01-20. اطلع عليه بتاريخ 2010-02-05.
16. ↑  Uglow، J (1993). Elizabeth Gaskell: A Habit of Stories. Faber and Faber. ISBN:0-571-20359-0.
17. 1 2 3  "Elizabeth Gaskell and family". The Gaskells' House. مؤرشف من الأصل في 2009-12-09. اطلع عليه بتاريخ 2010-02-05.
18. ↑  Letter to Eliza Fox (April 1850) in Chapple، J A V؛ Pollard، A، المحررون (1997). The Letters of Mrs Gaskell. Mandolin. ISBN:1-901341-03-8.
19. 1 2 3 4  Brill (1984), pp 81–83.
20. 1 2  Uglow، J (1993). Elizabeth Gaskell: A Habit of Stories. Faber and Faber. ISBN:0-571-20359-0.Uglow, J (1993).
21. ↑  McNeil, Robina؛ Michael Nevell (2000). A Guide to the Industrial Archaeology of Greater Manchester. Association for Industrial Archaeology. ISBN:0-9528930-3-7.
22. ↑  Adams، Stephen (15 أبريل 2009). "Cranford comes to rescue of Elizabeth Gaskell's house". The Daily Telegraph. London. مؤرشف من الأصل في 2023-01-18. اطلع عليه بتاريخ 2010-06-18.
23. 1 2 3  "Elizabeth Gaskell and family". The Gaskells' House. مؤرشف من الأصل في 2009-12-09. اطلع عليه بتاريخ 2010-02-05."Elizabeth Gaskell and family".
24. 1 2  Rusell Jenkins (5 ديسمبر 2008). "I won't see out the year, Elizabeth Gaskell told dear friend, months before she died". The Times. London. مؤرشف من الأصل في 2023-01-18. اطلع عليه بتاريخ 2010-06-19.
25. ↑  Brill (1984), pp 117–118.
26. ↑  "Would Buy Gaskell Home". The New York Times. 8 فبراير 1914. مؤرشف من الأصل في 2023-06-24. اطلع عليه بتاريخ 2010-06-19.
27. ↑  Historic England، "Mrs Gaskells House (1271082)"، National Heritage List for England، اطلع عليه بتاريخ 2017-01-12
28. 1 2 3  "Elizabeth Gaskell's house damaged after lead theft". BBC News. 11 مايو 2011. مؤرشف من الأصل في 2023-03-06.
29. 1 2 3  "Elizabeth Gaskell's home books a £1.8m facelift". Manchester Evening News. Manchester. 15 يونيو 2012. مؤرشف من الأصل في 2023-01-18. اطلع عليه بتاريخ 2014-08-29.
30. ↑  "Elizabeth Gaskell's home books a £1.8m facelift". Manchester Evening News. Manchester. 15 يونيو 2012. مؤرشف من الأصل في 2023-01-18. اطلع عليه بتاريخ 2014-08-29."Elizabeth Gaskell's home books a £1.8m facelift".
31. 1 2  Glendinning، Amy (25 مارس 2013). "Fans can book a table at novelist Elizabeth Gaskell's Ardwick home". Manchester Evening News. Manchester. مؤرشف من الأصل في 2023-01-18. اطلع عليه بتاريخ 2014-08-29.
32. ↑  "Wanted: 19th century Broadwood piano for Elizabeth Gaskell's house". International Piano. 5 فبراير 2014. مؤرشف من الأصل في 2014-04-03. اطلع عليه بتاريخ 2014-08-29.
33. ↑  Nugent، Helen (3 أكتوبر 2013). "Elizabeth Gaskell's rare Victorian villa reopens after £2.5m restoration". الغارديان. مؤرشف من الأصل في 2023-06-24. اطلع عليه بتاريخ 2014-10-27.

### فهرس
بريل، باربرا (1984). وليام جاسكل (1805–1884). مؤلفات مانشستر الأدبية والفلسفية. ISBN:0-902428-05-5.

## روابط خارجية
- الموقع الرسمي
- جمعية جاسكل
- مصلى شارع بروك. مكان دفن جاسكل
- الويب الفيكتوري: بليموث جروف ، الماضي والحاضر
- منزل إليزابيث جاسكل: ترميم منزل المؤلفة الفيكتورية "ساعة المرأة" (راديو بي بي سي 4)